# Michael Hörl
Michael Hörl (* 5. Dezember 1989 in Zell am See) ist ein ehemaliger österreichischer Biathlet.
Michael Hörl vom HSV Saalfelden bestritt seine ersten Rennen im Junioren-Europacup zum Auftakt der Saison 2006/07. In Ruhpolding nahm der Schüler 2008 erstmals an Junioren-Weltmeisterschaften teil und wurde dort 64. des Einzels und 13. mit der Staffel Österreichs. In Obertilliach bestritt Hörl 2008 sein erstes Rennen im IBU-Cup, bei dem er 82. eines Sprints wurde. Es folgte die Teilnahme an den Junioren-Weltmeisterschaften 2009 in Canmore, bei denen der Österreicher die Plätze 32 im Einzel, 59 im Sprint und 57 in der Verfolgung belegte. 2010 nahm er in Torsby bei seiner dritten Junioren-WM teil. Im Einzel belegte Hörl Platz 37, im Sprint Platz 42, in der Verfolgung wurde er 39. und mit der Staffel kam er auf den vierten Platz. Kurz darauf nahm er auch an den Junioren-Europameisterschaften 2010 in Otepää teil, bei denen er mit Rang acht im Einzel ein erstes Top-Ten-Ergebnis bei einem Großereignis erreichte. Zudem verbesserte er sich auf den zwölften Rang in der Verfolgung, nachdem er im Sprint nur Platz 31 erreichte. Für das Staffelrennen wurde er neben Bernhard Leitinger, Julian Eberhard und Sven Grossegger in die Europameisterschafts-Staffel berufen und belegte mit dieser den neunten Platz. 2010 wurde er in den österreichischen Biathlon-A-Kader berufen.